# Klättraren

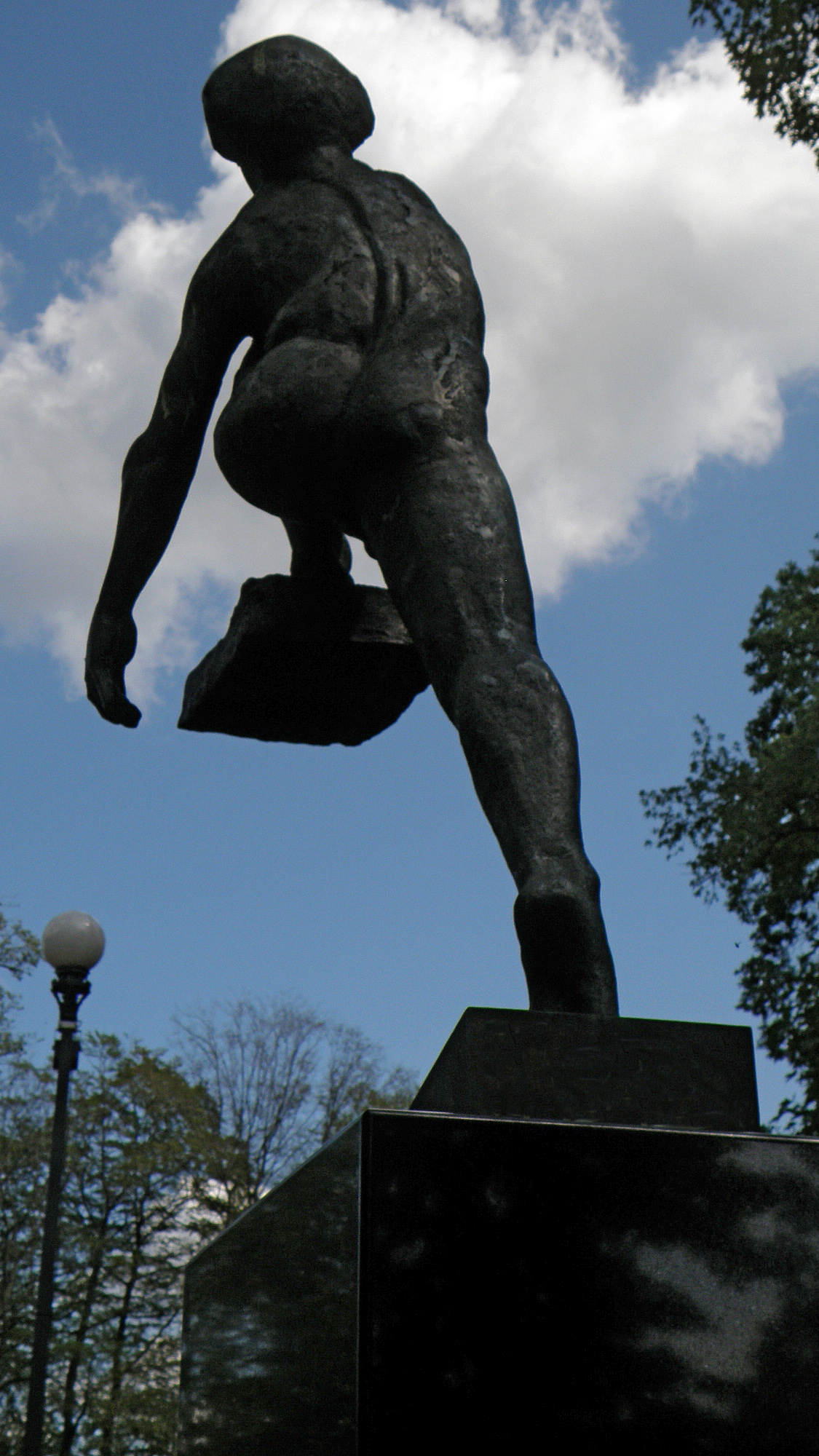
Klättraren av Björn Therkelson

Klättraren, är en skulptur i brons av Björn Therkelson från 1986. Den visar en man som med ansträngning tar ett stort kliv uppåt, från en avsats till en annan.
Skulpturen står i Trädgårdsföreningen i Göteborg.